# ホルネブルク
ホルネブルク (Horneburg) は、ドイツ連邦共和国ニーダーザクセン州のシュターデ郡に属すフレッケン（町村の中で古くから一定の自治権を有していた町。以下、本項では便宜上「町」と記述する）である。この町はザムトゲマインデ・ホルネブルクを構成する自治体の一つである。この町はブクステフーデとシュターデとの間のアルテス・ラント内に位置する。

## 歴史
エルベ氷河により形成されたホルネブルク・ゲースト辺縁部に人が住んだ最も古い痕跡は、現在の考古学学習路沿いにあるダウディーク農場西側に見られる巨石墳墓である。この墓は副葬品から、紀元前3500年頃のものと判明している。
現在のフレッケンであるホルネブルクの歴史は19世紀に至るまでホルネブルク城の城主と密接に結びついていた。初めに1200年頃の文書に立会人をして名前が挙がっている2つの騎士家、シュターダー・ゲーストのボルホ家とアルテス・ラントのシュルト・フォン・デア・リューがあった。彼らは周辺の貴族と共同で1255年にホルネブルク城を築いた。この城の保護下に同名の集落が形成された。1311年にホルネブルクは盗賊騎士ハインリヒ・フォン・ボルシュ（別名イゼルン・ヒンネルク）を捕獲するための軍勢に包囲され、占領された。ブラウンシュヴァイク＝リューネブルク公はフェルデン司教とのフェーデの際にホルネブルクを1426年に包囲した。この包囲戦は成果なく撤収された。1500年頃この城の共有状態が解消され、貴族家は場外にそれぞれ農場付きの邸宅を建設した。スウェーデンの中将ハンス・クリストファー・ケーニヒスマルクは1645年にこの城を取り壊した。
国家社会主義の時代、ホルネブルクにはノイエンガンメ強制収容所の外部収容施設が設けられた。この施設は1944年10月に使用が開始された。最初の収容者としてアウシュヴィッツ強制収容所およびラーフェンスブリュック強制収容所から300人のユダヤ人女性がホルネブルクに移送されてきた。彼女らは、1943年6月にハンブルクからホルネブルクに移転していた Valvoの真空管工場で強制労働に従事させられた。さらにラーフェンスブリュックからオランダ人女性が送られ、ホルネブルク港での港湾労働や土木工事に就かされた。1945年2月にユダヤ人女性達はこの収容所から連れ出されたが、その後の運命は明らかでない。ここにグロース・ローゼン強制収容所ヴァイスヴァッサー外部収容所（3月末からはベルゲン・ベルゼン強制収容所の外部施設）から新たに300人のユダヤ人女性が連れてこられたが、生き残った者はわずか数人だけであった。
ホルネブルク建設750年祭をきっかけに2005年に北欧神話の運命の女神スクルドの銅像が創られた。カルステン・エッガースによるこの作品は生と死を象徴するものである。

## 行政

### 首長
ホルネブルクの町長は、2021年からイェルク・フィリップゼン (FWG AUE) が務めている。

### 議会
この町の議会は、17議席からなる。

## 経済と社会資本

### 交通
ホルネブルクは、ハンブルク - クックスハーフェン間のメトロノーム鉄道の列車とニーダーエルベ鉄道のハンブルクSバーンが停車する駅がある。この町はハンブルク交通連盟のサービス地域にあたる。
町の南部を連邦道B73号線、北部を連邦アウトバーンA26号線が通っている。連邦道はハンブルクとシュターデを結んでおり、将来的にアウトバーンも同じ区間を結ぶ予定である。

## 人物
- コンラート・ヨハン・マルティン・ランゲンベック（1776年 - 1851年）解剖学、内科学、眼科学の医師

## 引用
1. ↑  Landesamt für Statistik Niedersachsen, LSN-Online Regionaldatenbank, Tabelle A100001G: Fortschreibung des Bevölkerungsstandes, Stand 31. Dezember 2023
2. ↑  Jürgen Bohmbach: Das KZ-Außenlager in Horneburg In: Heike Schlichting, Jürgen Bohmbach: Alltag und Verfolgung – Der Landkreis Stade in der Zeit des Nationalsozialismus, Veröffentlichungen aus dem Stadtarchiv Stade Band 23, Stade 2003 ISBN 3-9806197-7-X, p. 51-52
3. ↑  “Ho Bürgermeister”.   Gemeinde Horneburg. 2022年9月17日閲覧。